# Владимирская духовная семинария
Не путать со Свято-Владимирской духовной семинарией в Крествуде
Влади́мирская духо́вная семина́рия — духовное учебное заведение Владимирской епархии Русской православной церкви, действовавшее в 1749—1918 годы и возрождённая в 1997 году как Влади́мирская Свя́то-Феофа́новская духо́вная семина́рия.

## История

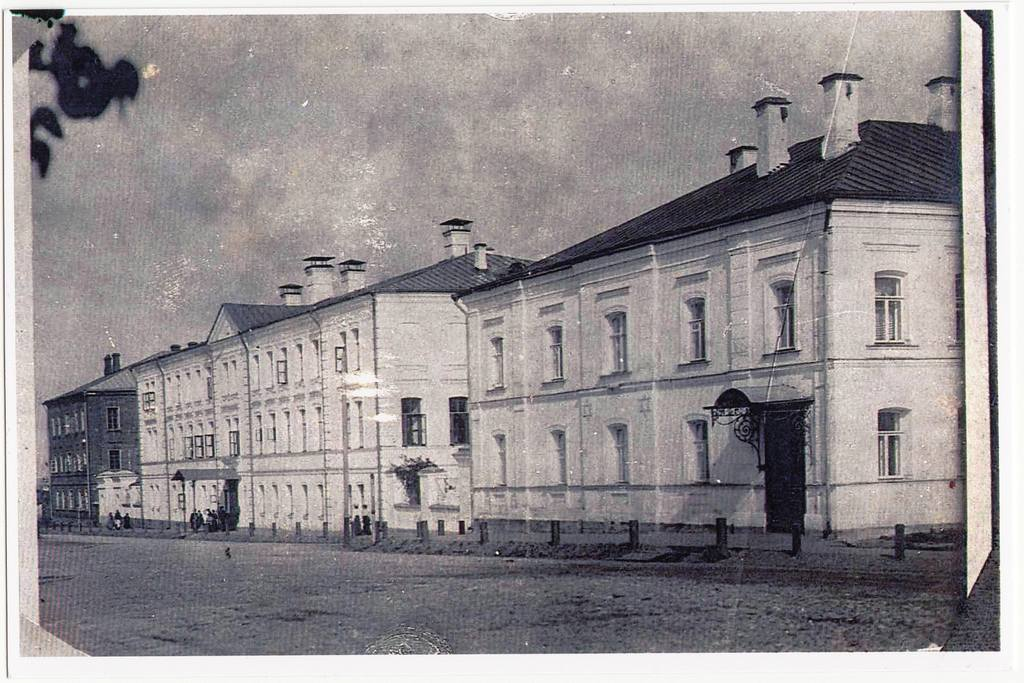
Исторические здания семинарии

Семинария была учреждена указом Святейшего Синода в ноябре 1749 года, а в феврале 1750 года, при епископе Владимирском и Яропольском Платоне (Петрункевиче), в постройках упразднённого Владимирского Успенского монастыря в Ветшаном городе начались занятия; первым ректором был архимандрит Павел (Томиловский).
Летом 1788 года семинария была объединена с Суздальской и Переяславской семинариями в одно учебное заведение, расположившееся в Суздале (во Владимире осталось лишь Владимирское духовное училище).

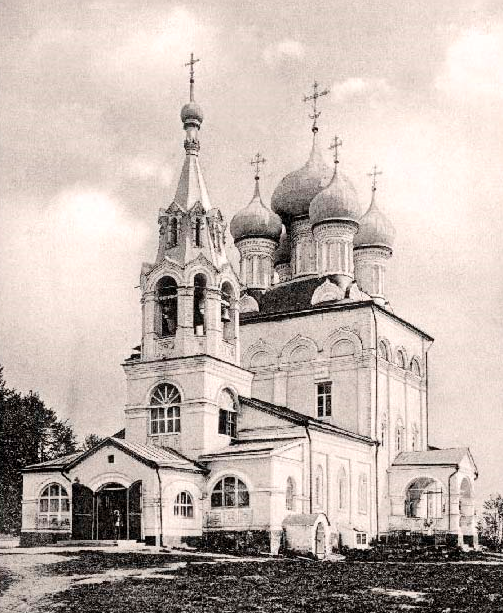
Семинарская церковь

В 1798 году решением архиепископа Виктора (Онисимова) Владимирская духовная семинария была возвращена во Владимир. Находилась на Нижегородской улице у Сергиевской церкви. В 1804—1808 годах Н. Е. Федосеевым было построено каменное двухэтажное здание, в котором семинария располагалась до 1860—1863 годов, когда было построено новое трёхэтажное кирпичное здание. В 1868 году семинарские строения были обнесены оградой с двумя каменными воротами на улицу.
Семинария занимала видное место в системе государственных образовательных учреждений Владимира. Из среды её учеников вышли знаменитые церковные, государственные, общественные и педагогические деятели России. В 1901 году в семинарии обучалось 605 воспитанников, преподавательская корпорация насчитывала 23 преподавателя, в фундаментальной библиотеке было свыше 11500 томов, в ученической до 5000.
В революционные дни 1905—1906 годов среди семинаристов происходили волнения: они приняли участие во всеобщей политической стачке в 1905 году, а в марте 1906 года устроили демонстрацию, протестуя против казни лейтенанта П. П. Шмидта. Для усмирения учащихся была вызвана полиция, пять человек арестовано.
На основании инструкции Народного комиссариата юстиции от 24 августа 1918 года о порядке проведения в жизнь декрета «Об отделении Церкви от государства и школы от Церкви» все средние и низшие духовно-учебные заведения закрывались. В августе 1918 года местными властями было принято решение о преобразовании Владимирской духовной семинарии в мужскую гимназию и присоединении Владимирского женского епархиального училища к 2-й Владимирской женской гимназии. 4/17 сентября 1918 года Патриарх Тихон, Священный Синод и Высший Церковный Совет в соединенном присутствии, от постановили: «За последовавшим, в силу вышеприведенной инструкции Народного комиссариата юстиции, закрытием духовно-учебных заведений, за исключением специально-богословских, с 1/14 сентября с.г. считать всех начальствующих, преподавателей, преподавательниц, воспитателей, воспитательниц и других лиц учебно-административного и педагогического персонала духовных семинарий, мужских и женских духовных училищ, находящихся в пределах действия Советской власти, за штатом». Однако Инструкция допускала существование специальный богословских учебных заведений. 5 октября (22 сентября) 1918 года указом Высшей Церковной Власти Владимирскому епархиальному начальству было предоставлено «открыть с наступающего учебного года в г. Владимире или в ином месте епархии двухгодичные пастырско-богословские курсы». «Владимирские епархиальные ведомости» известили, что «все желающие воспитанники V и VI классов семинарии будут перечислены соответственно в 1 и 2 курсы». Курсы открылись в середине ноября и разместились на окраине города, в деревне Павловской, за Лыбедью. 18 (5) декабря Высшая Церковная Власть разрешила открыть на Владимирских пастырско-богословских курсах подготовительный класс — в связи с тем, что «курс общеобразовательной правительственной школы ограничивается семью годами, что, следовательно, воспитанники бывшей семинарии, перешедшие в четвертый класс, оказываются теперь не у дел и что некоторые из них, как можно предположить, пожелали бы продолжить свое семинарское образование, чтобы потом перейти в пятый класс и далее». Курсы просуществовали полгода. В 1919 году во «Владимирских епархиальных ведомостях» появилась заметка: «14 мая закрываются временно, впредь до более благоприятных условий, Пастырско-Богословские курсы в г. Владимире».
Назначенный в феврале 1935 года на Владимирскую кафедру архиепископ Сергий (Гришин) организовал при канцелярии епархии «нечто вроде академии по повышению общего и богословского образования служителей культа», которую посещали 4—8 человек. Её деятельность прекратилась, когда 18 апреля 1936 года был арестован её преподавательский состав. Согласно материалам уголовного дела, «в лекциях значительное место отводилось католицизму, условиям жизни духовенства за границей и церковно-богословским вопросам. При этом последние разбирались подчёркнуто с мистической точки зрения. На указанных занятиях велась антисоветская агитация и распространялись различные провокационные слухи. В интересах контрреволюционной пропаганды на занятиях зачитывались письма, получаемые Гришиным, Оболенским и Брайловским, в которых сообщались клеветнические сведения о имевшихся якобы гонениях на духовенство и верующих, о закрытии церквей против желания общин и т. д.».

### Возрождение
В 1991 году при Владимирском епархиальном управлении были созданы годичные пастырские курсы (руководитель — протоиерей Георгий Горбачук). В 1992 году курсы были преобразованы в духовное училище.
9 апреля 1998 года Священный Синод РПЦ, по ходатайству архиепископа Евлогия (Смирнова) и по докладу епископа Верейского Евгения (Решетникова), постановил преобразовать духовное училище во Владимирскую Свято-Феофановскую духовную семинарию; ректором семинарии был назначен протоиерей Георгий Горбачук. В 2004 году, в дополнение к заочной форме, была открыта очная форма обучения с казарменным режимом даже для жителей Владимира.
Возобновлённая семинария размещается в бывшем братском корпусе Богородице-Рождественского монастыря города Владимира. Вопрос о возвращении исторического здания семинарии не поднимался.
14 декабря 2023 года Федеральная служба по надзору в сфере образования и науки предоставила Владимирской Свято-Феофановской духовной семинарии право на осуществление образовательной деятельности по направлению подготовки 48.03.01 Теология (профиль «Православная теология»), бакалавриат, с выдачей выписки из реестра лицензий. 25 июля 2024 года решением Священного синода РПЦ в связи с «учётом низкой проработки вопроса и принимая во внимание время, требующееся по регламенту прохождения процедуры аккредитации», семинария была упразднена с преобразованием в Центр подготовки церковных специалистов, а её студенты переведены в Нижегородскую духовную семинарию. 3 феравлая 2025 года митрополит Никандр (Пилишин): «Мы [Владимирская епархия] перестали соответствовать требованиям и нормам. Конечно, всякая духовная школа, такая тем более как семинария. Её главная задача — рождать священников. На сегодняшний день кадрового дефицита в священниках нет. Во Владимире, во Владимирской епархии кадрового дефицита острого нет. И Владимирская семинария сделала своё дело. Она наполнила наши ряды священниками. У нас сейчас <…> 17 очников, которые обучаются в Нижегородской семинарии. Они вернутся тоже к нам. И мы должны подумать, что мы предложим этим семнадцати молодым людям. Если они будут священниками, то где они будут служить? Поэтому, конечно, помимо образовательной деятельности, семинария — это культурный центр, просветительский центр. И было бы хорошо, если мы выросли бы снова. То есть нам сейчас нужно подтянуться. Вырасти к тому, что мы смогли бы реализовывать такой стандарт, как подготовку семинаристов. Я очень надеюсь, что мы к этому придём. Я не исключаю такой возможности. Это не первостепенная задача наша сегодня. У нас есть другие первостепенные задачи. Но создание семинарии, я очень надеюсь, что это обязательно будет у нас».

## Ректоры семинарии
- 1750—1753 — архимандрит Цареконстантиновского монастыря Павел (Томиловский); как указывал К. Ф. Надеждин, «был от природы наделён большими практическими способностями. Относительно же его образования, <…> он был человек, даже и потому времени необразованный. <…> едва умел кое-как писать и совершенно не знал грамматики. Во всех его письмах нет даже знака препинания».
- 1754—1758 — архимандрит Товия (Кремповский)
- 1758—1759 — архимандрит Амвросий (Андреевский)
- 1761—1773 — архимандрит Авраамий (Флоринский)
- 22 января 1778 — 12 октября 1788 — архимандрит Гервасий (Линцевский) до 1780 года — и/о
- 1784 — 30 июня 1788 — архимандрит Арсений (Тодорский)
- декабрь 1789—1794 — архимандрит Евгений (Романов)
- Веселовский — архимандрит Анатолий
- Предтеченский — архимандрит Павел (Предтеченский) (1800—1803)[11]
- 1814—1819 — архимандрит Иосиф (Величковский)
- 1 марта 1820 — 26 мая 1830 — архимандрит Павел (Подлипский)
- 19 августа 1830 — 3 октября 1836 — архимандрит Неофит (Соснин)
- 1836 — 14 марта 1847 — архимандрит Поликарп (Соснин)
- 14 марта 1847 — 7 июля 1852 — архимандрит Евфимий (Беликов)
- 3 декабря 1852 — 30 апреля 1856 — архимандрит Платон (Фивейский)
- 30 мая 1856 — 9 июня 1857 — архимандрит Леонтий (Лебединский)
- 18 июля 1857 — 21 марта 1860 — архимандрит Платон (Троепольский)
- 10 мая 1860 — 17 января 1867 — архимандрит Алексий (Новоселов)
- 3 апреля 1867 — 8 декабря 1877 — архимандрит Павел (Вильчинский)
- 10 мая 1878 — 27 января 1889 — протоиерей Михаил Херасков
- 27 января 1889 — 30 мартя 1891 — архимандрит Петр (Другов)
- 30 марта 1891 — 26 января 1898 — архимандрит Никон (Софийский)
- 7 февраля 1898 — 17 февраля 1899 — архимандрит Иона (Вуколов)
- 2 мартя 1899—1905 — архимандрит Евгений (Бережков)
- 31 октября 1905 — 24 декабря 1910 — протоиерей Иоанн Соболев
- 27 января 1911—1916 — архимандрит Павел (Борисовский)
- 26 апреля 1916 — 17 января 1918 — архимандрит Герман (Косолапов)
- 11 июня 1997 — 29 июля 2017 — протоиерей Георгий Горбачук
- 6 октября 2017 — 9 июля 2019 — иерей Андрей Сидоров
- 9 июля 2019 — 25 июля 2024 — митрополит Тихон (Емельянов)

## Преподавательский состав
- 1814—1817 Павел (Подлипский)
- Иванов Александр Васильевич
- 1864—1890 Надеждин Ксенофонт Фёдорович
- 1888—1916 Добронравов Василий Гаврилович
- 1897—1907 Павел (Борисовский)
- 1913—1918 Афанасий (Сахаров)

## Известные выпускники семинарии

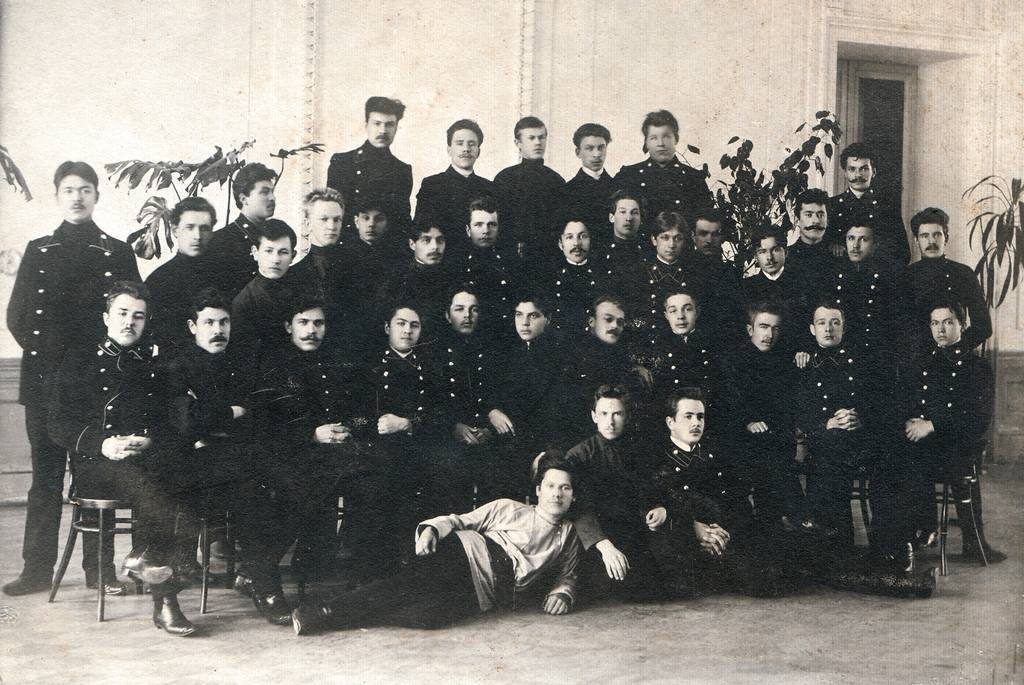
Выпуск семинарии 1908 года

Мемориальная доска М.Сперанскому

См. также Выпускники Владимирской духовной семинарии
Среди закончивших курс Владимирской духовной семинарии было немало выдающихся личностей: церковных иерархов, священнослужителей (священник Арсений Иванович Оферьев), государственных деятелей (Михаил Михайлович Сперанский), представителей науки и культуры: известный математик Тимофей Фёдорович Осиповский (1765—1832), автор первого русского учебника по математике; Вукол Михайлович Ундольский (1815—1864) — собиратель и исследователь древних рукописей и старинных книг, коллекция его хранится в библиотеке имени В. И. Ленина; Яков Егорович Протопопов (1815—1861) — основоположник изучения местной владимирской старины; известный хирург Иван Гурьевич Руфанов; Н. Н. Златовратский (1884—1964), специалист военной полевой хирургии, автор учебника «Общая хирургия», педагог, редактор целого ряда медицинских журналов; Николай Алексеевич Орлов (1874—1942) — хирург, организатор во Владимире первого опорного пункта переливания крови и онкологического пункта; Дмитрий Николаевич Семёновский (1894—1960) — поэт, журналист, написавший одним из первых книгу о своих земляках — художниках Мстёры; Константин Никитич Тихонравов — этнограф, исследователь Владимирской губернии.
Списки выпускников семинарии за 1750—1900 гг. были опубликованы Неофитом Владимировичем Малицким (Москва. 1902)